# Michael Estrada
Michael Steveen Estrada Martínez (Guayaquil, 7 april 1996) is een Ecuadoraans voetballer die doorgaans speelt als spits. In februari 2024 verruilde hij Deportivo Toluca voor LDU Quito. Estrada maakte in 2017 zijn debuut in het Ecuadoraans voetbalelftal.

## Clubcarrière
Estrada speelde in de jeugd van Macará en brak in 2013 ook door bij deze club. In zijn eerste jaargang kwam hij niet tot scoren maar de twee seizoenen daarna leverden respectievelijk zeven en veertien competitietreffers op. Hierop nam El Nacional de aanvaller over. Met achttien doelpunten in veertig wedstrijden overtuigde hij Independiente del Valle om hem over te nemen. Die club betaalde circa een half miljoen euro voor zijn diensten. In januari 2019 verkaste Estrada voor circa honderdduizend euro naar Macará, waar hij door was gebroken aan het begin van zijn carrière. Na een seizoen waarin hij tot zeventien competitiedoelpunten was gekomen, nam Deportivo Toluca de Ecuadoraan over voor circa 2,7 miljoen euro. Na een verhuurperiode bij D.C. United nam Cruz Azul de aanvaller in augustus 2022 op huurbasis over. Hierna werd hij voor de derde maal verhuurd, nu aan CSKA Sofia. Die club kreeg ook een optie tot koop op Estrada. In februari 2024 keerde hij terug in Ecuador, bij LDU Quito.

## Clubstatistieken
| Seizoen | Club                    | Competitie          | Competitie | Competitie | Beker | Beker | Internationaal | Internationaal | Totaal | Totaal |
| Seizoen | Club                    | Competitie          | Wed.       | Dlp.       | Wed.  | Dlp.  | Wed.           | Dlp.           | Wed.   | Dlp.   |
| ------- | ----------------------- | ------------------- | ---------- | ---------- | ----- | ----- | -------------- | -------------- | ------ | ------ |
| 2013    | Macará                  | Primera B           | 6          | 0          | 0     | 0     | —              | —              | 6      | 0      |
| 2014    | Macará                  | Primera B           | 27         | 9          | 0     | 0     | —              | —              | 27     | 9      |
| 2015    | Macará                  | Primera B           | 39         | 13         | 0     | 0     | —              | —              | 39     | 13     |
| 2016    | El Nacional             | Primera A           | 40         | 18         | 0     | 0     | —              | —              | 40     | 18     |
| 2017    | Independiente del Valle | Primera A           | 31         | 15         | 0     | 0     | 4              | 2              | 35     | 17     |
| 2018    | Independiente del Valle | Primera A           | 24         | 3          | 0     | 0     | 2              | 0              | 26     | 3      |
| 2019    | Macará                  | Primera A           | 29         | 17         | 0     | 0     | 4              | 3              | 33     | 20     |
| 2019/20 | Deportivo Toluca        | Liga MX             | 7          | 2          | 6     | 4     | —              | —              | 13     | 6      |
| 2020/21 | Deportivo Toluca        | Liga MX             | 37         | 11         | 0     | 0     | —              | —              | 37     | 11     |
| 2021/22 | Deportivo Toluca        | Liga MX             | 16         | 0          | 0     | 0     | —              | —              | 16     | 0      |
| 2022    | → D.C. United           | Major League Soccer | 16         | 4          | 1     | 0     | —              | —              | 17     | 4      |
| 2022/23 | → Cruz Azul             | Liga MX             | 24         | 3          | 0     | 0     | —              | —              | 24     | 3      |
| 2023/24 | → CSKA Sofia            | Parva Liga          | 17         | 4          | 1     | 0     | 1              | 0              | 19     | 4      |
| 2024    | LDU Quito               | Primera A           | 23         | 3          | 0     | 0     | 10             | 1              | 33     | 4      |
| 2025    | LDU Quito               | Primera A           | 8          | 3          | 1     | 0     | 3              | 0              | 12     | 3      |
| Totaal  | Totaal                  | Totaal              | 342        | 106        | 9     | 4     | 24             | 6              | 375    | 116    |

Bijgewerkt op 30 april 2025.

## Interlandcarrière
Estrada maakte zijn debuut in het Ecuadoraans voetbalelftal op 22 februari 2017, toen met 3–1 gewonnen werd van Honduras. Érick Andino zette de bezoekers op voorsprong, maar door goals van Marcos Caicedo, Roberto Arboleda en José Cevallos won Ecuador de wedstrijd alsnog. Estrada mocht van bondscoach Gustavo Quinteros in de basis beginnen en hij speelde negentig minuten mee. De andere debutanten dit duel waren Darío Aimar (Barcelona), Gabriel Cortez (Independiente), Ayrton Preciado (Emelec), Bryan Cabezas (Atalanta Bergamo), Cevallos, José Quinteros (beiden LDU Quito) en Jordan Sierra (Delfin Manta). Zijn eerste doelpunt in de nationale ploeg maakte Estrada op 10 september 2019, tijdens zijn vijfde interlandoptreden. Op die dag werd een vriendschappelijke wedstrijd gespeeld tegen Bolivia. Vier minuten na rust opende Estrada de score op aangeven van Mario Pineida. De eindstand werd bereikt doordat ook Júnior Sornoza en Gonzala Plata tot scoren kwamen. Die laatste treffer zag Estrada van buiten het veld, aangezien hij elf minuten voor tijd gewisseld werd ten faveure van Leonardo Campana.
In november 2022 werd Estrada door bondscoach Gustavo Alfaro opgenomen in de selectie voor het WK 2022. Tijdens dit WK werd Ecuador uitgeschakeld in de groepsfase na een overwinning op Qatar, een gelijkspel tegen Nederland en een nederlaag tegen Senegal. Estrada kwam in alle drie duels in actie. Zijn toenmalige clubgenoten Carlos Rodríguez en Uriel Antuna (beiden Mexico) waren ook actief op het toernooi.
| Interlands van Michael Estrada voor Ecuador | Interlands van Michael Estrada voor Ecuador | Interlands van Michael Estrada voor Ecuador | Interlands van Michael Estrada voor Ecuador | Interlands van Michael Estrada voor Ecuador | Interlands van Michael Estrada voor Ecuador | Interlands van Michael Estrada voor Ecuador |
| №                                           | Datum                                       | Wedstrijd                                   | Uitslag                                     | Competitie                                  | Goals                                       |                                             |
| Als speler bij Independiente del Valle      | Als speler bij Independiente del Valle      | Als speler bij Independiente del Valle      | Als speler bij Independiente del Valle      | Als speler bij Independiente del Valle      | Als speler bij Independiente del Valle      | Als speler bij Independiente del Valle      |
| ------------------------------------------- | ------------------------------------------- | ------------------------------------------- | ------------------------------------------- | ------------------------------------------- | ------------------------------------------- | ------------------------------------------- |
| 1                                           | 22 februari 2017                            | Ecuador – Honduras                          | 3 – 1                                       | Vriendschappelijk                           |                                             |                                             |
| 2                                           | 5 september 2017                            | Ecuador – Peru                              | 1 – 2                                       | WK 2018 kwalificatie                        |                                             |                                             |
| 3                                           | 10 oktober 2017                             | Ecuador – Argentinië                        | 1 – 3                                       | WK 2018 kwalificatie                        |                                             |                                             |
| Als speler bij Macará                       |                                             |                                             |                                             |                                             |                                             |                                             |
| 4                                           | 5 september 2019                            | Ecuador – Peru                              | 1 – 0                                       | Vriendschappelijk                           |                                             |                                             |
| 5                                           | 10 september 2019                           | Ecuador – Bolivia                           | 3 – 0                                       | Vriendschappelijk                           | 49'                                         |                                             |
| 6                                           | 13 oktober 2019                             | Argentinië – Ecuador                        | 6 – 1                                       | Vriendschappelijk                           |                                             |                                             |
| 7                                           | 14 november 2019                            | Ecuador – Trinidad en Tobago                | 3 – 0                                       | Vriendschappelijk                           |                                             |                                             |
| 8                                           | 19 november 2019                            | Ecuador – Colombia                          | 0 – 1                                       | Vriendschappelijk                           |                                             |                                             |
| Als speler bij Deportivo Toluca             |                                             |                                             |                                             |                                             |                                             |                                             |
| 9                                           | 8 oktober 2020                              | Argentinië – Ecuador                        | 1 – 0                                       | WK 2022 kwalificatie                        |                                             |                                             |
| 10                                          | 13 oktober 2020                             | Ecuador – Uruguay                           | 4 – 2                                       | WK 2022 kwalificatie                        | 45+4', 52'                                  |                                             |
| 11                                          | 12 november 2020                            | Bolivia – Ecuador                           | 2 – 3                                       | WK 2022 kwalificatie                        |                                             |                                             |
| 12                                          | 17 november 2020                            | Ecuador – Colombia                          | 6 – 1                                       | WK 2022 kwalificatie                        | 32'                                         |                                             |
| 13                                          | 29 maart 2021                               | Ecuador – Bolivia                           | 2 – 1                                       | Vriendschappelijk                           | 59'                                         |                                             |
| 14                                          | 4 juni 2021                                 | Brazilië – Ecuador                          | 2 – 0                                       | WK 2022 kwalificatie                        |                                             |                                             |
| 15                                          | 8 juni 2021                                 | Ecuador – Peru                              | 1 – 2                                       | WK 2022 kwalificatie                        |                                             |                                             |
| 16                                          | 13 juni 2021                                | Colombia – Ecuador                          | 1 – 0                                       | Copa América 2021                           |                                             |                                             |
| 17                                          | 23 juni 2021                                | Ecuador – Peru                              | 2 – 2                                       | Copa América 2021                           |                                             |                                             |
| 18                                          | 3 juli 2021                                 | Argentinië – Ecuador                        | 3 – 0                                       | Copa América 2021                           |                                             |                                             |
| 19                                          | 2 september 2021                            | Ecuador – Paraguay                          | 2 – 0                                       | WK 2022 kwalificatie                        | 90+5'                                       |                                             |
| 20                                          | 5 september 2021                            | Ecuador – Chili                             | 0 – 0                                       | WK 2022 kwalificatie                        |                                             |                                             |
| 21                                          | 9 september 2021                            | Uruguay – Ecuador                           | 1 – 0                                       | WK 2022 kwalificatie                        |                                             |                                             |
| 22                                          | 7 oktober 2021                              | Ecuador – Bolivia                           | 3 – 0                                       | WK 2022 kwalificatie                        | 14'                                         |                                             |
| 23                                          | 10 oktober 2021                             | Venezuela – Ecuador                         | 2 – 1                                       | WK 2022 kwalificatie                        |                                             |                                             |
| 24                                          | 14 oktober 2021                             | Colombia – Ecuador                          | 0 – 0                                       | WK 2022 kwalificatie                        |                                             |                                             |
| 25                                          | 27 oktober 2021                             | Mexico – Ecuador                            | 2 – 3                                       | Vriendschappelijk                           |                                             |                                             |
| 26                                          | 16 november 2021                            | Chili – Ecuador                             | 0 – 2                                       | WK 2022 kwalificatie                        |                                             |                                             |
| 27                                          | 4 december 2021                             | El Salvador – Ecuador                       | 1 – 1                                       | Vriendschappelijk                           |                                             |                                             |
| Als speler bij D.C. United                  |                                             |                                             |                                             |                                             |                                             |                                             |
| 28                                          | 27 januari 2022                             | Ecuador – Brazilië                          | 1 – 1                                       | WK 2022 kwalificatie                        |                                             |                                             |
| 29                                          | 1 februari 2022                             | Peru – Ecuador                              | 1 – 1                                       | WK 2022 kwalificatie                        | 2'                                          |                                             |
| 30                                          | 24 maart 2022                               | Paraguay – Ecuador                          | 3 – 1                                       | WK 2022 kwalificatie                        |                                             |                                             |
| 31                                          | 29 maart 2022                               | Ecuador – Argentinië                        | 1 – 1                                       | WK 2022 kwalificatie                        |                                             |                                             |
| 32                                          | 2 juni 2022                                 | Ecuador – Nigeria                           | 1 – 0                                       | Vriendschappelijk                           |                                             |                                             |
| 33                                          | 5 juni 2022                                 | Mexico – Ecuador                            | 0 – 0                                       | Vriendschappelijk                           |                                             |                                             |
| Als speler bij Cruz Azul                    |                                             |                                             |                                             |                                             |                                             |                                             |
| 34                                          | 23 september 2022                           | Saoedi-Arabië – Ecuador                     | 0 – 0                                       | Vriendschappelijk                           |                                             |                                             |
| 35                                          | 27 september 2022                           | Ecuador – Japan                             | 0 – 0                                       | Vriendschappelijk                           |                                             |                                             |
| 36                                          | 12 november 2022                            | Ecuador – Irak                              | 0 – 0                                       | Vriendschappelijk                           |                                             |                                             |
| 37                                          | 20 november 2022                            | Qatar – Ecuador                             | 0 – 2                                       | WK 2022                                     |                                             |                                             |
| 38                                          | 25 november 2022                            | Nederland – Ecuador                         | 1 – 1                                       | WK 2022                                     |                                             |                                             |
| 39                                          | 29 november 2022                            | Ecuador – Senegal                           | 1 – 2                                       | WK 2022                                     |                                             |                                             |
| 40                                          | 24 maart 2023                               | Australië – Ecuador                         | 3 – 1                                       | Vriendschappelijk                           |                                             |                                             |
| 41                                          | 28 maart 2023                               | Australië – Ecuador                         | 1 – 2                                       | Vriendschappelijk                           |                                             |                                             |

Bijgewerkt op 30 april 2025.